# Lyle Talbot
Lyle Talbot, né le 8 février 1902 à Pittsburgh, Pennsylvanie et mort le 2 mars 1996 à San Francisco, Californie, est un acteur américain. Au cours de sa carrière, il a joué dans près de 150 films. Il est l'un des membres fondateurs de la Screen Actors Guild.

## Biographie
Il a commencé sa carrière au cinéma dans les années 1930 sous contrat avec la Warner, période où apparaissent les premiers films parlants. 
Il a tourné sous la direction de réalisateurs tels que Mervyn LeRoy (Une allumette pour trois, 1932), Michael Curtiz (Vingt Mille Ans sous les verrous, 1932). Alternant différents genres (western, policier) et différents rôles (à la fois personnages secondaires et principaux). Il joue le rôle du commissaire Jim Gordon dans la première adaptation au cinéma de Batman et Robin, en 1949. Il rejoue dans un second volet, Atom Man vs. Superman (1950), mais reprend cette fois le rôle de Lex Luthor.
À partir de la fin des années 1950, sa carrière au cinéma est plus orientée vers les films de seconde zone. Il tourne ainsi à trois reprises sous la direction du réalisateur Ed Wood, notamment dans Plan 9 from Outer Space (1959).
Sa carrière retrouve un second souffle grâce à la télévision, il tourne ainsi dans de nombreuses séries télévisées. Il joue notamment le rôle de Joe Randolph dans la série The Adventures of Ozzie and Harriet, de 1955 à 1966.

## Filmographie partielle
- 1932 : Le Treizième Invité (The Thirteenth Guest) d'Albert Ray : Phil Winston
- 1932 : Une allumette pour trois (Three on a Match) de Mervyn LeRoy : Michael Loftus
- 1932 : Vingt Mille Ans sous les verrous (20,000 Years in Sing Sing) de Michael Curtiz : Bud Saunders
- 1932 : Miss Pinkerton de Lloyd Bacon
- 1932 : Love Is a Racket de William A. Wellman
- 1933 : Ladies They Talk About (ou Women in Prison) de Howard Bretherton et William Keighley : Don, le gangster
- 1933 : La Vie de Jimmy Dolan (The Life of Jimmy Dolan) d'Archie Mayo : Doc Woods
- 1933 : Les Veuves de La Havane (Havana Widows) de Ray Enright
- 1933 : She Had to Say Yes de George Amy et Busby Berkeley : Daniel 'Danny' Drew
- 1933 : Un hurlement dans la nuit (A Shriek in the Night) d'Albert Ray : Ted Kord
- 1933 : Mary Stevens, M.D. de Lloyd Bacon : Don
- 1934 : Fog Over Frisco de William Dieterle : Spencer Carlton
- 1934 : Mandalay de Michael Curtiz : Dr Gregory Burton
- 1934 : L'Ombre du passé (Registered Nurse) de Robert Florey
- 1934 : Une nuit d'amour (One Night of Love) de  Victor Schertzinger : Bill Houston
- 1934 : A Lost Lady, d'Alfred E. Green : Neil Herbert
- 1935 : While the Patient Slept de Ray Enright : Ross Lonergan
- 1935 : The Case of the Lucky Legs d'Archie Mayo
- 1935 : Notre petite fille (Our Little Girl) de John S. Robertson : Rolfe Brent
- 1935 :  Reine de beauté (Page Miss Glory) de Mervyn LeRoy
- 1936 : Go West, Young Man, de Henry Hathaway : Francis X. Harrigan
- 1936 : The Law in Her Hands de William Clemens
- 1936 : Trapped by Television de Del Lord : Fred Dennis
- 1937 : J'ai deux maris (Second honeymoon) de Walter Lang : Bob Benton
- 1937 : Westbound Limited de Ford Beebe
- 1938 : Change of Heart de James Tinling
- 1938 : L'Île des angoisses (Gateway) d'Alfred L. Werker
- 1939 : La Fille du nord (Second Fiddle) de Sidney Lanfield : Willie Hogger
- 1946 : Les peaux-rouges attaquent (Gun Town), de Wallace Fox
- 1946 : Murder Is My Business de Sam Newfield
- 1948 : Parole, Inc. de Alfred Zeisler
- 1949 : Plaisirs interdits (She Shoulda Said 'No'!) de Sam Newfield : Capitaine Hayes
- 1949 : Charlie Chan et le Dragon volant (Sky Dragon) : Andrew J. Barrett
- 1949 : Batman et Robin (Batman and Robin) de Spencer Gordon Bennet : commissaire Jim Gordon
- 1950 : Gare au percepteur (The Jackpot) de Walter Lang : Fred Burns
- 1950 : Atom Man vs. Superman de Spencer Gordon Bennet : Luthor
- 1952 : Le Trappeur des grands lacs (The Pathfinder) de Sidney Salkow
- 1952 : Femmes hors-la-loi (Outlaw women) de Sam Newfield : le juge
- 1953 : Louis ou Louise (Glen or Glenda?) de Ed Wood : inspecteur Warren
- 1953 : Down Among the Sheltering Palms de Edmund Goulding
- 1953 : The Lone Ranger (série télévisée), Trouble in Town (saison 3, épisode 30) réalisé par Paul Landres : Roger Burnett
- 1954 : Jail Bait d'Ed Wood : inspecteur Johns
- 1954 : Le Maître du monde (Tobor the Great) de Lee Sholem : l'amiral
- 1954 : Le tueur porte un masque (The Mad Magician) de John Brahm
- 1954 : Le Trésor du Capitaine Kidd (Captain Kidd and the Slave Girl) de Lew Landers
- 1955-1966 : The Adventures of Ozzie and Harriet (série télévisée) (89 épisodes) : Joe Randolph
- 1959 : Plan 9 from Outer Space d'Ed Wood : Général Roberts
- 1959 :  La Cité de la peur (City of Fear) d'Irving Lerner
- 1960 : Sunrise at Campobello de Vincent J. Donehue : M. Brimmer
- 1983 : Shérif, fais-moi peur (The Dukes of Hazzard) (série TV) (saison 6, épisode 13 "Daisy Duke héritière") : Carter Stewart